# Yangximu He
Yangximu He är ett vattendrag i Kina. Det ligger i provinsen Liaoning, i den nordöstra delen av landet, omkring 44 kilometer nordväst om provinshuvudstaden Shenyang.
Genomsnittlig årsnederbörd är 867 millimeter. Den regnigaste månaden är juli, med i genomsnitt 195 mm nederbörd, och den torraste är januari, med 9 mm nederbörd.